# Ingrid (skivbolag)

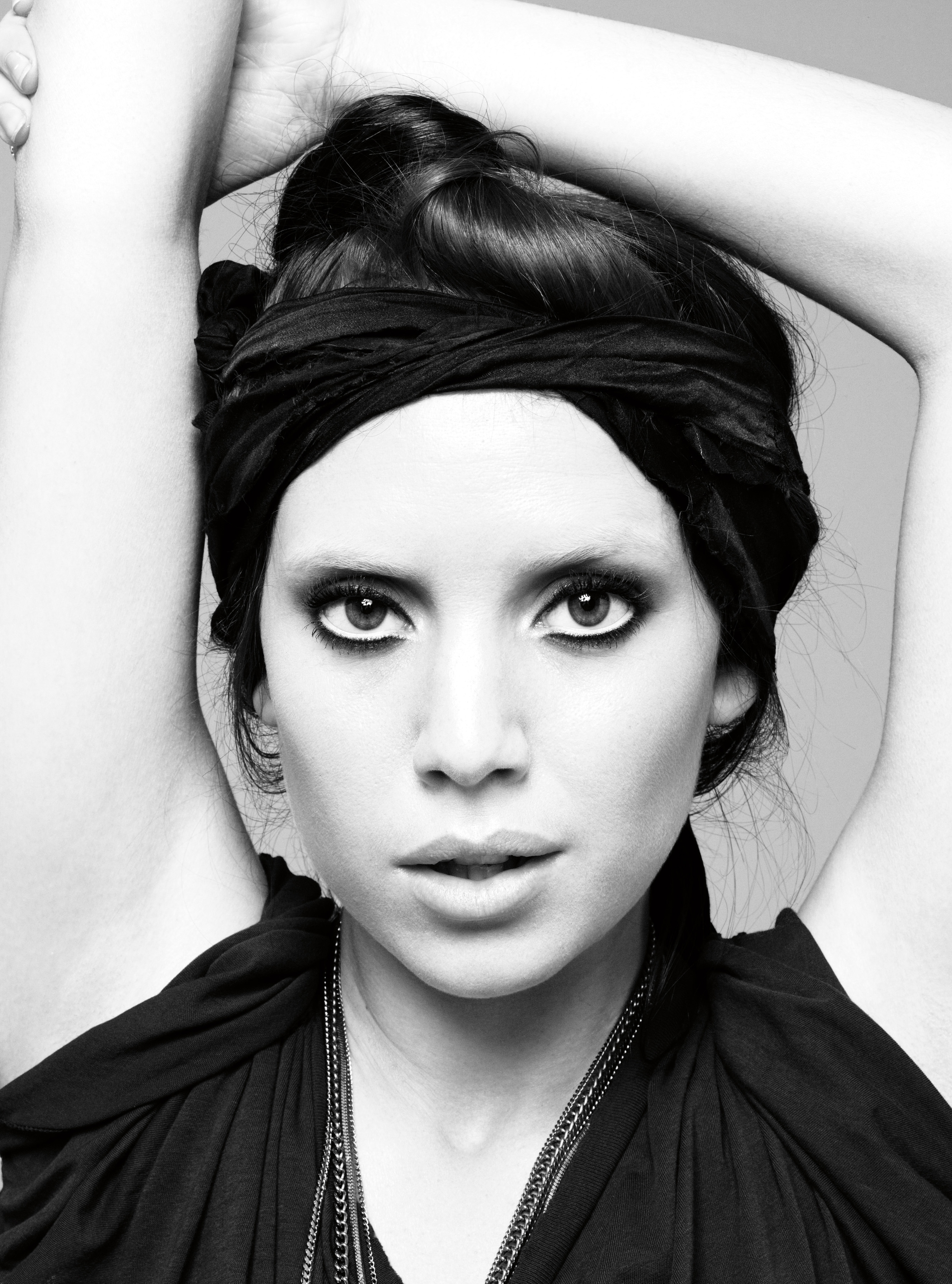
Lykke Li

Miike Snows bandmedlemmar Andrew Wyatt och Pontus Winnberg

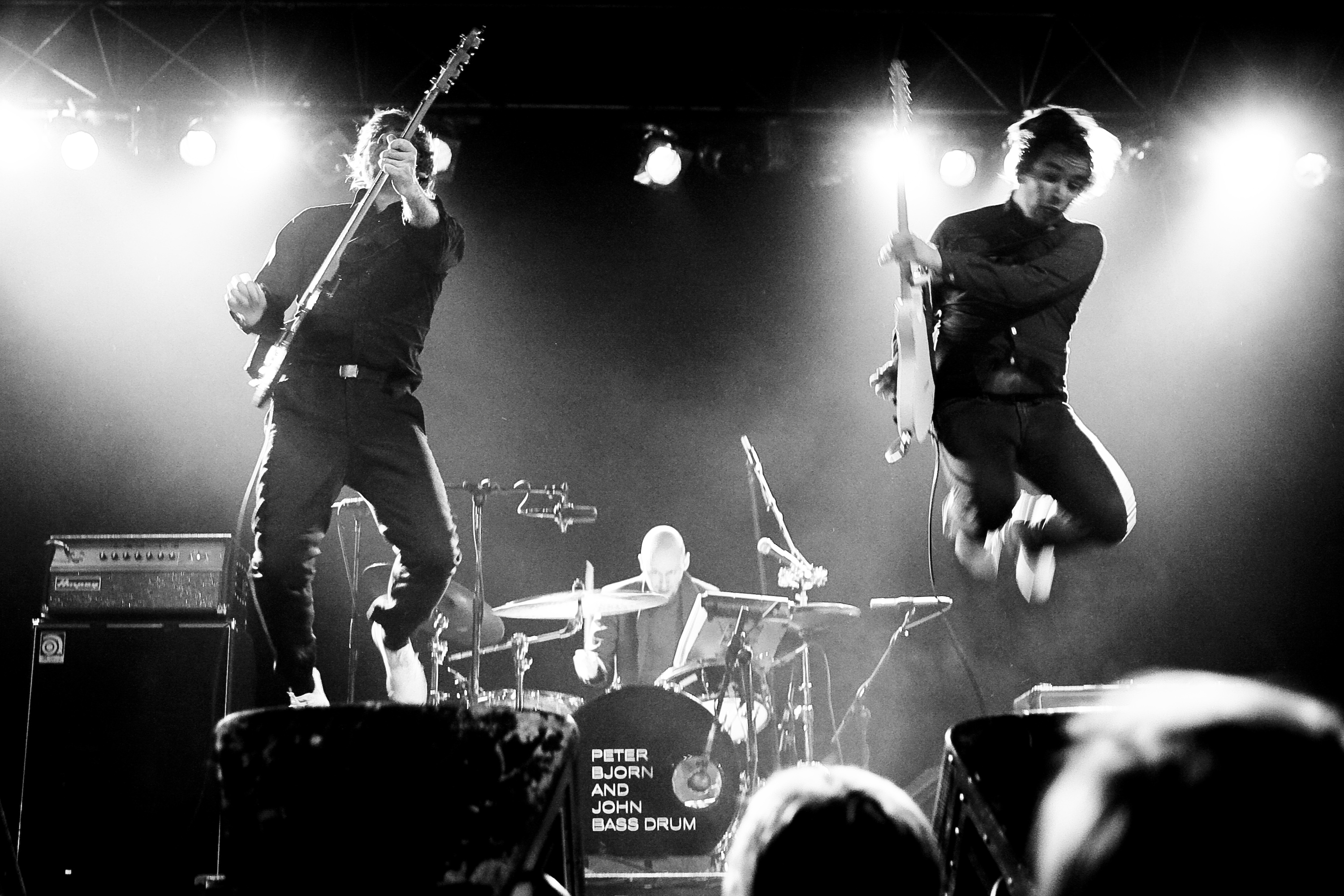
Björn Yttling, John Eriksson och Peter Morén

Ingrid, stiliserat som INGRID, är ett svenskt skivbolag och artistkollektiv bildat år 2012. Ingrid grundades av tretton musiker men består numera av tio  aktiva medlemmar. Kollektivets musikaliska arbete utmärks då det består av sidprojekt av artisternas/bandens tidigare uppsättningar. Björn Yttling släppte till exempel låten 'Cuban Lips' under namnet Yttling Jazz på Ingrids första samlingsalbum Ingrid Volym 1. Utöver det är han också delaktig i bandet Smile tillsammans med Joakim Åhlund ifrån Teddybears, även de med på samlingsalbumet. Ingrid Volym 1 släpptes på Record Store Day år 2012. Ingrid har inte exklusivitetsavtal med medverkande artister som i flera fall har andra avtal med andra skivbolag också. Verksamheten bedrivs som ett kollektiv. Verksamheten kan komma att utökas till annat än utgivning av musik.

## Medlemmar[2][3]
- Lykke Li
- Peter Morén, Björn Yttling och John Eriksson kända från Peter Bjorn & John och soloprojekt
- Andrew Wyatt och Pontus Winnberg från bandet Miike Snow
- Joakim Åhlund från Teddybears, Caesars och Les Big Byrd
- Coco Morier
- Nille Perned
- Jonas Torvestig

## Label Manager
Niklas Hallberg, sedan mars 2013.

## Releases
2012:
- Various artists - Ingrid Volym 1 (Album) [4]
- Smile - A Flash In The Night (Album) [5]
- Hortlax Cobra - Night Shift (Album) [6]
- Starlight Serenaders - Summer Drones (EP)
- Coco Morier - Strangers May Kiss (EP) [7]
- A Nighthawk - Until I Faltered I Wasn't Free (EP) [8]
- Peter Morén - Pyramiden (Album) [9]
- Peter Morén -  Säg mitt namn  (Singel) [9]
- Peter Morén -  Tröstpriset  (Singel) [9]
- Woodlands - River running wild (Singel) [10]
- Woodlands - Woodlands (Album) [10]
- Kriget - Dragons (Singel) [11]
- Kriget - Dystopico (Album) [11]
- El Perro Del Mar - Walk On By (Singel) [12]
- El Perro Del Mar - Pale Fire (Album) (release i Storbritannien: Memphis Industries) [13]
- El Perro Del Mar - Hold Off the Dawn (Singel) [13]
- Little Children - In Hau (EP) [14]
- Hortlax Cobra - 1984 (Album) [15]

2013:
- El Perro Del Mar - I Was a Boy (Singel) [16]
- Shadow Shadow - Riviera (Singel) [17]
- Shadow Shadow - 1000001 (Singel) [17]
- Shadow Shadow - Riviera (Album) [17]
- Andrew Wyatt - Descender (Album) [18]
- David Lynch - The Big Dream (Album) [19]
- Tussilago - Tussilago (EP) [20]
- David Lynch & Lykke Li  - I'm Waiting Here (Singel) [21]
- David Lynch - Are You Sure (Singel) [19]
- Tussilago - Tussilago (EP) [20]
- Amason - Margins (Singel) [22]
- Amason - Went to War (Singel) [22]
- Amason - EP (EP) [22]
- Gunwolf - Get Ready To Get Killed (Album) [23]
- The Suzan - Moving on (Singel)
- A Nighthawk - Here We Are, Out In the Open (EP) [24]
- Peter Morén - Broken Swenglish Vol. 1 (EP) [25]

2014:
- Yttling Jazz - Oh Lord Why Can't I Keep My Mouth Shut (Re-release) [26]
- Amason - Ålen (Singel) [27]
- Lykke Li - Du är den ende (Singel) [28]
- Little Majorette & Pontus Winnberg - Wonder (Singel) [29]
- Tussilago - Say Hello (Singel) [30]
- Max von Sydow - Ugly Girls Ugly Boys (Singel) [31]
- Chrissie Hynde - Stockholm (Album) [32]
- David Lynch - The Big Dream Remix EP (EP) [33]
- Chrissie Hynde - Dark Sunglasses (Singel) [32]
- Chrissie Hynde - Dark You or No One (Singel) [32]
- Xander Duell - Earth On It's Axis (Singel) [34]
- Peter Morén - I Spåren Av Tåren (Re-release) [35]
- Peter Morén - Broken Swenglish Vol. 2 (EP) [36]
- Chrissie Hynde - Down the Wrong Way (Singel) [32]
- Chrissie Hynde - Adding the Blue (Singel) [32]
- Amason - Duvan (Singel) [37]

2015:
- Amason - Sky City' (Album) [38]
- Amason - Kelly [39]
- Dolores Haze - I Got My Gun (Singel) [40]
- Tussilago - My Own Dear (Singel) [41]
- INGRID - Volym 2 (compilation album)
- Tussilago  - Holy Train (album)
- Chris Olsson - Thin Love (single)
- Amason - Yellow Moon (single)
- Xander Duell - Wade Laiste (album)
- Hortlax Cobra - I'm Still Here / Night Still Young feat. Ane Brun / Jennie Abrahamson
- Tussilago - Goldface (single)
- Vulkano - Iridescence (album)
- Astropol - Just Before Our Love Got Lost (single)
- Astropol - The Sound of a Heart (single)
- Amason - Flygplatsen EP (EP)

## Liveakter
- Ingrid hade premiär som liveakt för första gången under Way Out West år 2012 då de spelade på Stay Out West och intog scenen på Trädgården. Under framträdandet var alla grundmedlemmar med samt José González som gästartist.[42]
- Andra gången Ingrid gick live var under Roskildefestivalen sommaren 2013. På Roskildefestivalens orangea scen spelade alla medlemmar exklusive Jocke Åhlund och Coco Morier. Kollektivet gästades denna gång av Chrissie Hynde ifrån the Pretenders samt den svenske musikern Tallest Man on Earth. [43]
- I slutet av sommaren 2013 besökte Ingrid Way Out West och Stay Out West för andra gången. Detta uppträdande kom med ett helt nytt koncept vid namn Ingrid Disco och ägde rum på Gothenburg Studios där gästartister som Markus Krunegård, Disclosure, Ingrid-signerade Amason och Tussilago samt Zilverzurfarn spelade. [44]

## Ingrid Studios
Ingrid disponerar två studios, Ingrid och Spegeln, ägda av Björn Yttling och Pontus Winnberg.
- Ingrid ligger i gamla KMH/Polarstudion på Hornsgatan på Södermalm.
- Spegeln ligger i gamla Spegelteatern på Björngårdsgatan på Södermalm, Stockholm. [45]